# Список стран Европы по высоте над уровнем моря

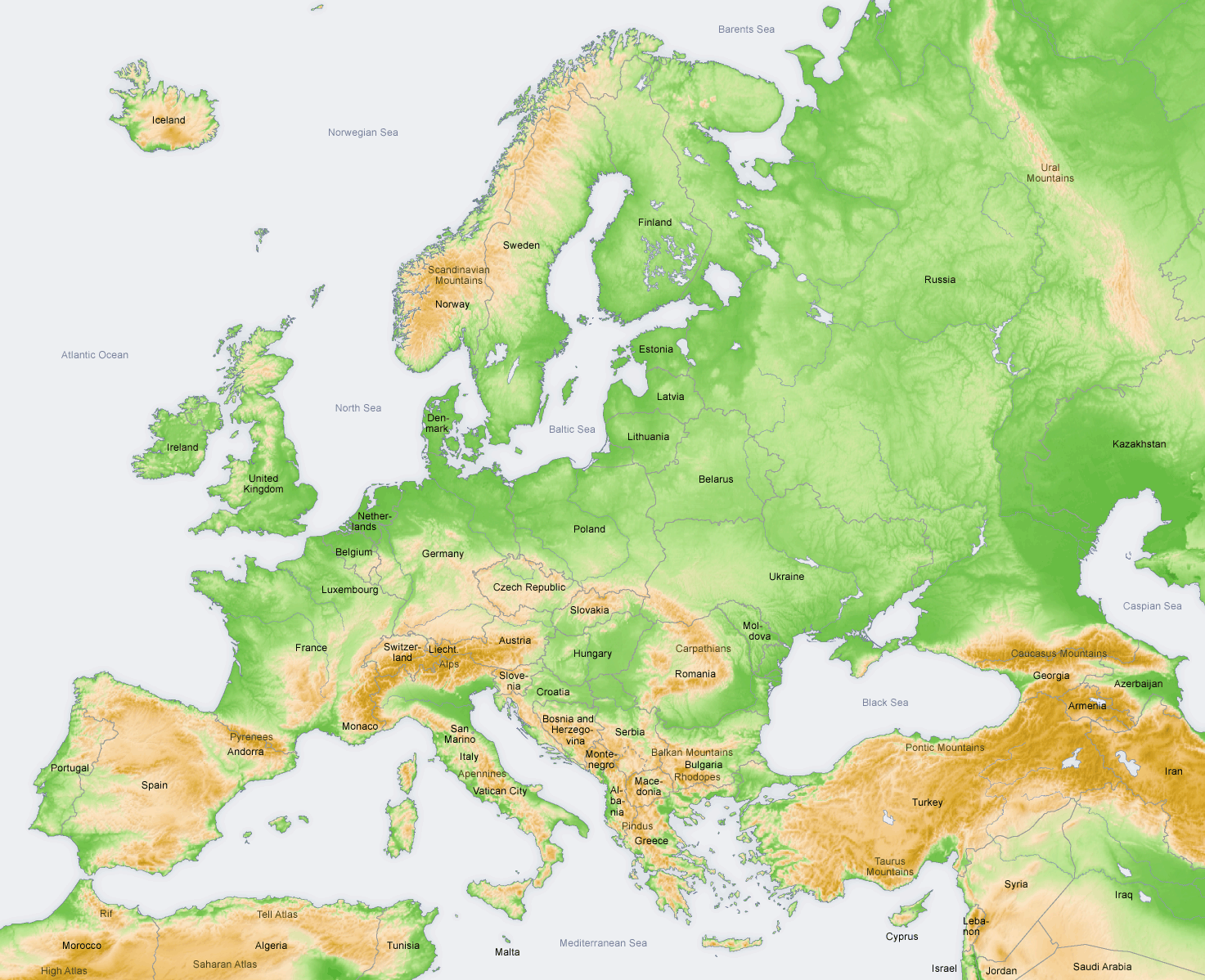
Топографическая карта Европы

Ниже представлен список стран Европы, отсортированный по максимальной высоте над уровнем моря. Приведены высо́ты естественных природных объектов (гор, холмов), но без учёта сооружений, возведённых человеком (например, на высшей точке страны может быть построена телебашня, смотровая башня, курган и т. д.)
В список включены страны, находящиеся в Европе частично (Россия, Турция), а также страны, «находящиеся на стыке Европы и Передней Азии» (Азербайджан, Армения, Грузия).
Существует такое явление как территориальные споры между странами (что касается Европы, см. например Территориальный спор между Молдовой и Украиной, Территориальный спор между Румынией и Украиной, Территориальный спор между Сербией и Хорватией и др.), поэтому высшая точка той или иной страны может оспариваться оппонентом — для подобных случаев даются комментарии.
В Европе существуют страны, которые имеют свои отдельные части в других частях света, это, например, Дания — Гренландия (Северная Америка), Нидерланды — Саба (Вест-Индия), Испания — Канарские острова (Африка), Португалия — Азорские острова (Африка); и высшая точка государства как такового расположена не в Европе. В таких случаях в списке страна упоминается дважды, например, «Испания (Канарские острова)» и «Испания (материковая)».

## Список
Сортировка по умолчанию — по высоте, по убыванию. Также любой столбец можно отсортировать по алфавиту (в обратном порядке), либо по убыванию/возрастанию, нажав на заглавие столбца..
| № п/п | Страна                                        | Высшая точка                   | Высота, м | Фото | Комментарии, ссылки |
| ----- | --------------------------------------------- | ------------------------------ | --------- | ---- | --- |
| 1     | Россия                                        | Эльбрус                        | 5642      |      | Cамая высокая горная вершина России и Европы при условии проведения границы между Европой и Азией по Главному Кавказскому хребту или южнее. Одна из «Семи вершин»; одно из «Семи чудес России». |
| 2     | Грузия / Россия                               | Шхара                          | 5203      |      | Одна из «Семи третьих вершин». |
| 3     | Турция (Восточная Анатолия)                   | Арарат                         | 5165—5137 |      | Арарат находится в 32 км от границы с Арменией, но несмотря на это является главным национальным символом страны и считается священной горой армян; она изображена на гербе Армении вместе с Ноевым ковчегом. Некоторые исследователи утверждают, что высота Арарата — 5125 м, так как его вершина — толстая ледяная шапка, последние десятилетия активно тающая. |
| 4     | Италия / Франция                              | Монблан                        | 4806      |      | Высшая точка Европы, согласно одному из вариантов проведения границы между Европой и Азией. Высшая точка Западной Европы. |
| 5     | Швейцария                                     | Дюфур                          | 4634      |      | Пик горного массива Монте-Роза. Находится в нескольких сотнях метров от границы с Италией. |
| 6     | Азербайджан / Россия                          | Базардюзю                      | 4466      |      | Самая южная именованная точка России. |
| 7     | Армения                                       | Арагац                         | 4090—4095 |      | |
| 8     | Австрия                                       | Гросглоккнер                   | 3798      |      | С 1935 г. функционирует Высокогорная дорога Гросглоккнер. |
| 9     | Испания (Канарские острова)                   | Тейде                          | 3718      |      | |
| 10    | Дания (Гренландия)                            | Гунбьёрн                       | 3694      |      | Высшая точка Арктики. |
| 11    | Испания (материковая)                         | Муласен                        | 3479      |      | |
| 12    | Германия                                      | Цугшпитце                      | 2962      |      | |
| 13    | Андорра                                       | Кома-Педроса                   | 2942—2949 |      | |
| 14    | Болгария                                      | Мусала                         | 2925      |      | |
| 15    | Греция                                        | Митикас (Олимп)                | 2917      |      | |
| 16    | Словения                                      | Триглав                        | 2864      |      | Высшая точка бывшей Югославии и Юлийских Альп. |
| 17    | Албания / Северная Македония                  | Кораби (Кораби)                | 2764      |      | |
| 18    | Словакия                                      | Герлаховски-Штит               | 2654      |      | |
| 19    | Лихтенштейн                                   | Граушпиц                       | 2599      |      | |
| 20    | Румыния                                       | Молдовяну                      | 2544      |      | |
| 21    | Черногория                                    | Зла-Колата                     | 2534      |      | Вершина находится очень близко к границе с Албанией, но всё-таки полностью принадлежит Черногории. |
| 22    | Польша                                        | Рысы (северо-западная вершина) | 2499      |      | |
| 23    | Норвегия                                      | Галлхёпигген                   | 2469      |      | |
| 24    | Босния и Герцеговина                          | Маглич                         | 2386      |      | Эта вершина (2386 м) находится в 200 м от границы с Черногорией. |
| 25    | Португалия (Азорские острова)                 | Пику                           | 2351      |      | Спящий стратовулкан. |
| 26    | Сербия / Болгария                             | Миджур                         | 2169      |      | Если считать Косово, то высшая точка Сербии — гора Велика-Рудока (2660 м). |
| 27    | Исландия                                      | Хваннадальсхнукюр              | 2110      |      | |
| 28    | Швеция                                        | Кебнекайсе                     | 2097      |      | |
| 29    | Украина                                       | Говерла                        | 2061      |      | |
| 30    | Португалия (материковая)                      | Торре                          | 1993      |      | Высшая точка Европы из тех, что не являются горой, пиком или вершиной в чётком значении этого слова. Популярная туристическая достопримечательность: до вершины легко добраться по асфальтированной дороге, там установлена ротонда, несколько геодезических объектов.                                                                                            |
| 31    | Кипр                                          | Олимбос                        | 1952      |      | Непосредственно вершину занимает английская военная база с радарами дальней локации, и она недоступна для посещения. |
| 32    | Хорватия                                      | Динара (Динара)                | 1831      |      | Вершина находится в нескольких сотнях метров от границы с Боснией и Герцеговиной. |
| 33    | Чехия / Польша                                | Снежка                         | 1603      |      | |
| 34    | Великобритания                                | Бен-Невис                      | 1345      |      | Высшая точка Британских островов. |
| 35    | Финляндия / Норвегия                          | Халтиа                         | 1324      |      | Гора находится на норвежско-финляндской границе, её вершина (1331 м) принадлежит Норвегии, граница проходит в нескольких десятках метров от неё. |
| 36    | Ирландия                                      | Каррантуил                     | 1039      |      | |
| 37    | Турция (европейская часть)                    | Махья                          | 1031      |      | |
| 38    | Венгрия                                       | Кекеш                          | 1014      |      | На высшей точке Венгрии установлен мультифункциональный трансмиттер Kékestetői tévétorony высотой 180 м, есть смотровая башня с рестораном. |
| 39    | Нидерланды (Саба)                             | Скенери                        | 870       |      | Спящий стратовулкан. |
| 40    | Сан-Марино                                    | Титано                         | 739       |      | Гора имеет три вершины, на высшей выстроена башня Честа (XIII век). |
| 41    | Бельгия                                       | Синьяль-де-Ботранж             | 694       |      | На высшей точке Бельгии установлена коммуникационная вышка высотой 24 метра. |
| 42    | Люксембург                                    | Кнайфф                         | 560       |      | Некоторые источники утверждают, что высшая точка Люксембурга — Бургплац, но он на метр ниже Кнайффа. |
| 43    | Молдова                                       | Баланешты                      | 428—430   |      | |
| 44    | Беларусь                                      | Дзержинская                    | 345       |      | Некоторые источники утверждают, что высшая точка Беларуси — Маяк, однако согласно последним измерениям высота Маяка — 334,6 м. |
| 45    | Нидерланды (материковые) / Бельгия / Германия | Валсерберг                     | 321—322,4 |      | Место пересечения границ трёх стран. С 1816 по 1920 годы здесь пересекались четыре границы (ещё с Мореснетом). |
| 46    | Эстония                                       | Суур-Мунамяги                  | 317—318   |      | Высшая точка Прибалтики. На вершине выстроена смотровая башня высотой 29 м. |
| 47    | Латвия                                        | Гайзинькалнс                   | 312       |      | |
| 48    | Литва                                         | Аукштояс                       | 294       |      | Некоторые источники утверждают, что высшая точка Литвы — Юозапине, но он на метр ниже. |
| 49    | Мальта                                        | Та-Дмейрек                     | 253       |      | |
| 50    | Дания (материковая)                           | Мёллехой                       | 170,86    |      | Официально признан высшей точкой Дании в 2005 году, до этого такое звание носил Идинг-Сковхой (170,77 м — природная высота, 172,66 м — с учётом выстроенного на вершине кургана бронзового века). |
| 51    | Монако                                        | Шемин-де-Ревуар                | 162—164,4 |      | Древняя горная тропа (ныне входит в район Экзотический Сад). |
| 52    | Ватикан                                       | Ватиканский холм               | 75        |      | |